# Georg Gewiese

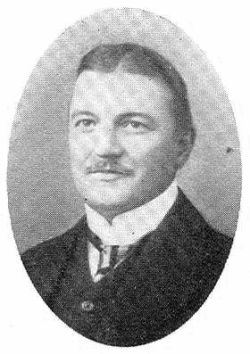
Georg Gewiese, 1904

Georg Wilhelm Eduard Gewiese (* 15. April 1869 in Waldenburg in Schlesien; † 20. April 1917 in Pleschen in Posen) war ein deutscher Jurist und Regierungsbeamter. Er war von 1904 bis 1917 Landrat des Kreises Pleschen.

## Leben
Georg Gewiese wurde 1869 als Sohn von Hugo Gewiese, Baumeister in Waldenburg, und Adele Becker geboren. Er war verheiratet mit Antonie gen. Toni Maria Christine Meta Rospatt, Schwester des Birnbaumer Landrats (von) Rospatt. Mit ihr hatte er zwei Kinder Lotte Julie Adele Gewiese und Georg Hans Hugo Gewiese. Er war Onkel des Philosophen Hans-Georg Gadamer.
Gewiese studierte Jura an den Universitäten Leipzig, Lausanne, Halle und Berlin. Während seines Studiums in Lausanne wurde er Mitglied der Société d’Étudiants Germania Lausanne. 1888 leistete er einjährig Militärdienst im 10. Sächsischen Infanterie-Regiment Nr. 134 der Königlich Sächsischen Armee. 1892 wurde er zum Leutnant der Reserve dieses Regiments befördert.
Im gleichen Jahr absolvierte er außerdem das juristische Referendarexamen. Nachdem er seine Dissertation verfasst hatte, wurde er 1895 zum Dr. iur. promoviert und war anschließend ab 1897 als Regierungsassessor tätig. 1904 wurde er zum Landrat des Kreises Pleschen in der preußischen Provinz Posen ernannt. Er galt als äußerst beliebt und übte dieses Amt 14 Jahre lang bis zu seinem Tod aus. Er wurde auf dem evangelischen Friedhof in Pleschen begraben. 

## Auszeichnungen
- Roter Adlerorden
- Eisernes Kreuz am weißen Bande
- Rote Kreuz-Medaille (Preußen)
- Verdienstkreuz für Kriegshilfe (Preußen)